# 中山牝馬ステークス
中山牝馬ステークス（なかやまひんばステークス）は、日本中央競馬会（JRA）が中山競馬場で施行する中央競馬の重賞競走（GIII）である。競馬番組表での名称は「ローレル競馬場賞 中山牝馬ステークス（ローレルけいばじょうしょう なかやまひんばステークス）」と表記される。
寄贈賞を提供するローレルパーク競馬場は、アメリカ合衆国のメリーランド州にある競馬場。創設時より同競馬場との親善を目的として、競走名に場名を冠している。
正賞はローレル競馬場賞。

## 概要
1972年に、5歳（現4歳）以上の牝馬によるオープン特別として創設。1983年より重賞に昇格、グレード制が導入された1984年よりGIIIに格付けされた。
2006年に4歳以上の牝馬重賞路線が整備され、新設された「ヴィクトリアマイル」の前哨戦として位置づけられるようになった。
外国産馬は1993年から、外国馬は2006年から、地方競馬所属馬は2020年からそれぞれ出走可能になった。

### 競走条件
以下の内容は、2025年現在のもの。
出走資格：サラ系4歳以上牝馬
- JRA所属馬
- 地方競馬所属馬（認定馬のみ、2頭まで）
- 外国調教馬（優先出走）

負担重量：ハンデキャップ

### 賞金
2025年の1着賞金は3800万円で、以下2着1500万円、3着950万円、4着570万円、5着380万円。

## 歴史
- 1972年 - 5歳以上の牝馬によるオープン特別として創設[4]。
- 1983年 - 重賞に昇格[5]。
- 1984年 - グレード制施行によりGIII[注 1]に格付け[6]。
- 1993年 - 混合競走に指定、外国産馬が出走可能になる[6]。
- 2001年 - 馬齢表示の国際基準への変更に伴い、出走資格を「4歳以上牝馬」に変更。
- 2006年 - 国際競走に変更され、外国調教馬が4頭まで出走可能になる[7]。
- 2007年 - 日本のパートI国昇格に伴い、外国調教馬の出走枠が8頭に拡大[9]。
- 2011年 - 東日本大震災および東京電力福島第一原子力発電所事故の影響による中山競馬の開催中止に伴い、この年のみ阪神競馬場で開催。
- 2012年 - 「東日本大震災被災地支援競馬」として実施。
- 2018年 - 施行日を金鯱賞と交換。
- 2020年 
  - 特別指定交流競走に指定され、地方競馬所属馬が2頭まで出走可能になる。
  - COVID-19の流行により客を入れずに「無観客競馬」として開催[10][11]（2021年も同様[12]）。

### 歴代優勝馬
コース種別を表記していない距離は、芝コースを表す。
優勝馬の馬齢は、2000年以前も現行表記に揃えている。
| 回数   | 施行日        | 競馬場 | 距離  | 優勝馬             | 性齢 | タイム | 優勝騎手   | 管理調教師 | 馬主                                 |
| ------ | ------------- | ------ | ----- | ------------------ | ---- | ------ | ---------- | ---------- | ------------------------------------ |
| 第1回  | 1983年3月20日 | 中山   | 1800m | ダンシングファイタ | 牝5  | 1:51.3 | 中野栄治   | 元石孝昭   | 鴇崎高男                             |
| 第2回  | 1984年2月26日 | 中山   | 1800m | メジロハイネ       | 牝4  | 1:52.7 | 的場均     | 大久保洋吉 | メジロ商事（株）                     |
| 第3回  | 1985年2月24日 | 中山   | 1800m | シャダイコスモス   | 牝7  | 1:48.8 | 加藤和宏   | 二本柳俊夫 | 吉田善哉                             |
| 第4回  | 1986年2月23日 | 中山   | 1800m | ユキノローズ       | 牝4  | 1:49.6 | 郷原洋行   | 佐々木猛   | （有）橋本牧場                       |
| 第5回  | 1987年3月1日  | 中山   | 1800m | カツダイナミック   | 牝4  | 1:48.8 | 大崎昭一   | 和田正道   | 勝本正男                             |
| 第6回  | 1988年2月28日 | 東京   | 1800m | ソウシンホウジュ   | 牝4  | 1:47.2 | 柴田善臣   | 古賀末喜   | 惣万武義                             |
| 第7回  | 1989年2月26日 | 中山   | 1800m | リキアイノーザン   | 牝4  | 1:50.6 | 本田優     | 清水出美   | 高山幸雄                             |
| 第8回  | 1990年2月25日 | 中山   | 1800m | ジムクイン         | 牝4  | 1:50.2 | 大塚栄三郎 | 八木沢勝美 | 中根清隆                             |
| 第9回  | 1991年2月24日 | 中山   | 1800m | ユキノサンライズ   | 牝4  | 1:47.6 | 増沢末夫   | 鈴木康弘   | 井上基之                             |
| 第10回 | 1992年3月1日  | 中山   | 1800m | スカーレットブーケ | 牝4  | 1:47.6 | 柴田政人   | 伊藤雄二   | 吉田勝己                             |
| 第11回 | 1993年2月28日 | 中山   | 1800m | ラビットボール     | 牝6  | 1:49.7 | 内田浩一   | 池江泰郎   | 森本忠治                             |
| 第12回 | 1994年2月27日 | 中山   | 1800m | ホッカイセレス     | 牝4  | 1:47.6 | 安田富男   | 伊藤正徳   | 石田宏                               |
| 第13回 | 1995年2月26日 | 中山   | 1800m | アルファキュート   | 牝5  | 1:49.4 | 松永昌博   | 松永善晴   | （株）貴悦                           |
| 第14回 | 1996年2月25日 | 中山   | 1800m | プレイリークイーン | 牝6  | 1:48.2 | 菊沢隆徳   | 池江泰郎   | （有）辻牧場                         |
| 第15回 | 1997年2月23日 | 中山   | 1800m | ショウリノメガミ   | 牝6  | 1:49.3 | 武豊       | 武邦彦     | 浅川吉男                             |
| 第16回 | 1998年3月2日  | 中山   | 1800m | メジロランバダ     | 牝5  | 1:49.8 | 横山典弘   | 池江泰郎   | （有）メジロ牧場                     |
| 第17回 | 1999年2月28日 | 中山   | 1800m | ナリタルナパーク   | 牝4  | 1:48.4 | 佐藤哲三   | 大久保正陽 | 山路秀則                             |
| 第18回 | 2000年3月11日 | 中山   | 1800m | レッドチリペッパー | 牝4  | 1:48.5 | 横山典弘   | 松田博資   | 吉田和子                             |
| 第19回 | 2001年3月10日 | 中山   | 1800m | エイシンルーデンス | 牝5  | 1:49.5 | 柴田善臣   | 野元昭     | 平井豊光                             |
| 第20回 | 2002年3月9日  | 中山   | 1800m | ダイヤモンドビコー | 牝4  | 1:45.4 | O.ペリエ   | 藤沢和雄   | 大迫忍                               |
| 第21回 | 2003年3月15日 | 中山   | 1800m | レディパステル     | 牝5  | 1:46.7 | 蛯名正義   | 田中清隆   | （株）ロードホースクラブ             |
| 第22回 | 2004年3月13日 | 中山   | 1800m | オースミコスモ     | 牝5  | 1:46.1 | 蛯名正義   | 中尾正     | 山路秀則                             |
| 第23回 | 2005年3月12日 | 中山   | 1800m | ウイングレット     | 牝4  | 1:49.7 | 田中勝春   | 宗像義忠   | （有）社台レースホース               |
| 第24回 | 2006年3月12日 | 中山   | 1800m | ヤマニンシュクル   | 牝5  | 1:47.8 | 四位洋文   | 浅見秀一   | 土井肇                               |
| 第25回 | 2007年3月11日 | 中山   | 1800m | マイネサマンサ     | 牝7  | 1:50.2 | 蛯名正義   | 中村均     | （株）サラブレッドクラブ・ラフィアン |
| 第26回 | 2008年3月16日 | 中山   | 1800m | ヤマニンメルベイユ | 牝6  | 1:48.4 | 柴山雄一   | 栗田博憲   | 土井肇                               |
| 第27回 | 2009年3月15日 | 中山   | 1800m | キストゥヘヴン     | 牝6  | 1:49.1 | 横山典弘   | 戸田博文   | 吉田和子                             |
| 第28回 | 2010年3月14日 | 中山   | 1800m | ニシノブルームーン | 牝6  | 1:47.6 | 北村宏司   | 鈴木伸尋   | 西山茂行                             |
| 第29回 | 2011年4月2日  | 阪神   | 1800m | レディアルバローザ | 牝4  | 1:45.4 | 福永祐一   | 笹田和秀   | （株）ロードホースクラブ             |
| 第30回 | 2012年3月11日 | 中山   | 1800m | レディアルバローザ | 牝5  | 1:50.6 | 福永祐一   | 笹田和秀   | （株）ロードホースクラブ             |
| 第31回 | 2013年3月10日 | 中山   | 1800m | マイネイサベル     | 牝5  | 1:48.5 | 松岡正海   | 水野貴広   | （株）サラブレッドクラブ・ラフィアン |
| 第32回 | 2014年3月16日 | 中山   | 1800m | フーラブライド     | 牝5  | 1:48.5 | 酒井学     | 木原一良   | 吉田和子                             |
| 第33回 | 2015年3月15日 | 中山   | 1800m | バウンスシャッセ   | 牝4  | 1:47.5 | 田辺裕信   | 藤沢和雄   | （有）キャロットファーム             |
| 第34回 | 2016年3月13日 | 中山   | 1800m | シュンドルボン     | 牝5  | 1:50.3 | 吉田豊     | 矢野英一   | （有）下河辺牧場                     |
| 第35回 | 2017年3月12日 | 中山   | 1800m | トーセンビクトリー | 牝5  | 1:49.4 | 武豊       | 角居勝彦   | 島川隆哉                             |
| 第36回 | 2018年3月10日 | 中山   | 1800m | カワキタエンカ     | 牝4  | 1:49.0 | 池添謙一   | 浜田多実雄 | 川島吉男                             |
| 第37回 | 2019年3月9日  | 中山   | 1800m | フロンテアクイーン | 牝6  | 1:47.7 | 三浦皇成   | 国枝栄     | 三協ファーム（株）                   |
| 第38回 | 2020年3月14日 | 中山   | 1800m | フェアリーポルカ   | 牝4  | 1:50.2 | 和田竜二   | 西村真幸   | 山本剛士                             |
| 第39回 | 2021年3月13日 | 中山   | 1800m | ランブリングアレー | 牝5  | 1:54.8 | 武豊       | 友道康夫   | （有）社台レースホース               |
| 第40回 | 2022年3月12日 | 中山   | 1800m | クリノプレミアム   | 牝5  | 1:46.8 | 松岡正海   | 伊藤伸一   | 栗本博晴                             |
| 第41回 | 2023年3月11日 | 中山   | 1800m | スルーセブンシーズ | 牝5  | 1:46.5 | C.ルメール | 尾関知人   | （有）キャロットファーム             |
| 第42回 | 2024年3月9日  | 中山   | 1800m | コンクシェル       | 牝4  | 1:49.0 | 岩田望来   | 清水久詞   | 前田晋二                             |
| 第43回 | 2025年3月8日  | 中山   | 1800m | シランケド         | 牝5  | 1:47.1 | M.デムーロ | 牧浦充徳   | （株）ニッシンホールディングス       |

#### 1972年から1982年までの優勝馬
| 施行日        | 競馬場 | 距離  | 条件          | 優勝馬             | 性齢 | タイム | 優勝騎手 | 管理調教師 | 馬主                   |
| ------------- | ------ | ----- | ------------- | ------------------ | ---- | ------ | -------- | ---------- | ---------------------- |
| 1972年5月28日 | 中山   | 2000m | 4歳上オープン | クリケント         | 牝5  | 2:04.0 | 坪井正美 | 大久保房松 | 栗林友二               |
| 1973年3月18日 | 中山   | 1800m | 4歳上オープン | キョウエイグリーン | 牝4  | 1:51.1 | 東信二   | 境勝太郎   | 松岡正雄               |
| 1974年3月16日 | 中山   | 1800m | 4歳上オープン | ラファール         | 牝4  | 1:50.9 | 中島啓之 | 奥平真治   | 高木美典               |
| 1975年3月16日 | 中山   | 1800m | 4歳上オープン | カミノチドリ       | 牝6  | 1:51.1 | 増沢末夫 | 高橋英夫   | 保手浜弘規             |
| 1976年3月21日 | 中山   | 1800m | 4歳上オープン | サクラセダン       | 牝4  | 1:51.0 | 小島太   | 境勝太郎   | (株)さくらコマース     |
| 1977年3月20日 | 中山   | 1800m | 4歳上オープン | シュンセツ         | 牝5  | 1:51.2 | 柴田政人 | 高橋英夫   | 中村勝五郎             |
| 1978年3月19日 | 中山   | 1800m | 4歳上オープン | シュンセツ         | 牝6  | 1:52.4 | 岡部幸雄 | 高橋英夫   | 中村勝五郎             |
| 1979年3月18日 | 中山   | 1800m | 4歳上オープン | ヨドハナマス       | 牝4  | 1:49.9 | 吉永正人 | 松山吉三郎 | 淀牧場(株)             |
| 1980年3月15日 | 中山   | 1800m | 4歳上オープン | マイエルフ         | 牝5  | 1:51.4 | 大崎昭一 | 田中和一郎 | (株)ラッキーフィールド |
| 1981年3月15日 | 中山   | 1800m | 4歳上オープン | フジマドンナ       | 牝5  | 1:53.7 | 竹原啓二 | 松山康久   | 藤野隆四郎             |
| 1982年3月21日 | 中山   | 1800m | 4歳上オープン | フジマドンナ       | 牝6  | 1:55.3 | 吉永正人 | 松山康久   | 藤野隆四郎             |